# Beet - Vandel Buster
Beet - Vandel Buster (冒険王ビィト?, Bōken ō Biito, lett. "Beet, il re dell'avventura") è un manga shōnen di genere fantasy scritto da Riku Sanjo e disegnato da Koji Inada. La serie ha riscosso un forte successo in Giappone, tanto che ne sono state tratte due serie televisive anime (la seconda interamente originale e non basata sul manga), diversi videogiochi e un gioco di carte collezionabili.

## Trama
La storia, come già enunciato, si svolge in un mondo fantasy, durante l'Era delle Tenebre. i Vandel (il cui nome deriva dall'unione di "vampire" e "devil"), perfidi demoni, fanno proliferare in continuazione la Terra di mostri. Per cambiare la situazione è nata un'apposita professione, ovvero i Vandel Buster, la cui origine si dice sia quella dei cacciatori di taglie. Spesso questi cacciatori vengono chiamati soltanto Buster. Ognuno di loro ha una diversa tecnica di combattimento e si guadagnano da vivere uccidendo Vandel e Mostri (creati dai Vandel) in cambio di danaro. I Buster hanno fondato una grande e organizzata corporazione. Il protagonista della nostra storia è Beet, un umano che per seguire le orme della Squadra di Zenon (nota squadra di buster), con a capo quello che scoprirà poi essere suo fratello, diventa un Vandel Buster ed insieme alla sua amica Poala, anche lei divenuta Buster, intraprende un lungo viaggio per debellare il mondo dai Vandel.

## Personaggi principali
Beet (ビィト?, Byito)
Doppiato da: Reiko Kiuchi
Il protagonista quindicenne della storia, Beet è il leader del suo gruppo di Vandel Busters. Il suo sogno è far terminare il periodo del secolo oscuro, e uccidere tutti i vandel per porre fine alle loro stragi. All'inizio della storia riceve cinque Saiga dai membri della squadra di Zenon. Ha grandi potenzialità latenti che verranno svelate poco a poco.
Poala (ポアラ?, Poara)
Doppiata da: Ai Maeda
Amica d'infanzia di Beet, e la prima compagna di viaggio. È una ragazza intelligente e saggia, ma che si arrabbia facilmente, arrivando comicamente a prendere a pugni amici e nemici senza distinzione. Poala si dimostra abile nelle tecniche magiche basate sul fuoco divino, ma non ancora esperta nel controllarle. È in generale abile negli attacchi divini. È conosciuta da alcuni Vandel Busters come futura moglie di Beet, come ama dire in giro il ragazzo, affermazione che però lei nega spesso.
Kiss (キッス?, Kissu)
Doppiato da: Aya Hisakawa
Un vecchio amico di Beet. Incontrato come Slade durante il suo viaggio di allenamento. È un genio nell'uso di tutte le tipologie di attacchi divini. Cerca continuamente di redimersi dagli errori del passato in segno di amicizia verso Beet e i suoi compagni.
Slade (スレッド?, Sureddo)
Doppiato da: Hiroaki Miura
Slade è un Vandel Buster e un rivale/compagno Beet, conosciuto durante il suo primo viaggio di allenamento. Come Beet si dimostra molto abile nell'uso della lancia, abilità accresciuta durante le 120 sfide avute con l'amico. È inoltre abile negli attacchi divini dell'aria e usa come arma principale la sua Saiga, la Silent Grave, una lama invisibile e sottilissima. Anche se si dimostra scontroso e ha un atteggiamento da duro e solitario, si preoccupa spesso per Beet.
Milfa (ミルファ?, Mirufa)
Doppiata da: Rumi Shishido
È una Broad Buster (B.B.) molto allegra, grande fan della squadra di Zenon. È molto narcisista e pensa soprattutto all'amore e ai possibili matrimoni (con Zenon, Beet, o Kiss). Entra anche lei nelle file del gruppo di Beet anche se non come membro fisso, analogamente a Slade. Ha molta abilità nell'uso dell'elemento fulmine, potere su cui si basa anche la sua Saiga, la Lightbolt Grasper.

## Vandel Buster
Un Buster è caratterizzato da un equipaggiamento offensivo e difensivo, acquistato in genere in una House, da branding o "marchiatura", un simbolo impresso sul petto del Buster al momento della stipulazione del contratto che aumenta in numero di "segni" ad ogni nuovo livello, e soprattutto da una Saiga, l'arma estrema che solo i Buster di un certo livello sanno usare.
La Saiga normalmente non esiste come corpo fisico ma appare come una sfera luminosa che evoca il Buster durante un combattimento acerrimo. Ogni Buster ha una Saiga diversa da tutte le altre, con una determinata affinità elementale. Per la sua materializzazione è necessaria una strabiliante forza divina ed esperienza. Dopo che, attaccato da un Vandel, Beet fu ucciso, la squadra di Zennon donò a lui l'energie vitali legate alle loro Saiga, così Beet adesso si ritrova a poter usare ben cinque saiga, appartenute ciascuna a un membro della squadra di Zenon. Esse sono:
- Excellion Blade: arma di Zenon, una grande spada dalla forma dell'ala di un angelo materializzata dal potere divino della Luce. Permette di fare salti più alti poiché riesce in parte a regolare i campi di gravità.
- Boltic Axe: arma del gigantesco Bluezam, una grande ascia bipenne, è materializzata dal potere del Fulmine. È probabilmente l'arma che Beet sa usare di meno a causa del peso e del suo enorme potere offensivo.
- Cyclone Gunner: arma di Alside, una grande pistola con una lama finale da usare nel corpo a corpo, è materializzata dal potere del Vento. Essendo basata sul potere divino dell'aria ha proiettili infiniti poiché usa l'aria presente nell'atmosfera.
- Crown Shield: arma del razionale e furbo Cruss, uno scudo, ritenuto il più resistente al mondo, che può anche essere utilizzato nell'attacco come mazza, è materializzata dal potere dell'Acqua. Ha anche il potere di curare dal veleno.
- Burning Lance: l'arma di Laio, attaccante della squadra, una lunga e potente lancia materializzata da Fuoco, le sue lame infatti possono ricoprirsi di roventi fiamme, mentre l'asta ha la capacità di allungarsi.

Le House sono centri di base che l'Organizzazione Buster mette a disposizione in tutto il mondo. Per l'eliminazione dei Vandel e dei mostri l'associazione Buster ha messo delle taglie sulle teste di queste creature oltre a determinati punti esperienza. Una volta che un Buster ha ucciso un Vandel o mostro si reca alla House più vicina, ritira la sua ricompensa e guadagna nuovi punti esperienza, salendo di livello. L'amministratore di una House con l'esame della cornea scruta col suo potere divino nell'occhio del Buster e se intravede la morte di un Vandel o del mostro paga la taglia al Buster e lo fa aumentare di livello, dopo aver cancellato l'"immagine" della morte dalla cornea dell'eroe, così che non possa riscuotere altro denaro in altre House.

## Media

### Manga
Il manga scritto da Riku Sanjo e disegnato da Koji Inada, ha iniziato la serializzazione dal 6 marzo 2002 sulla rivista Monthly Shōnen Jump edita da Shūeisha, tuttavia la serie è andata in pausa da settembre 2006 per via delle condizioni di salute di Koji Inada e del successivo fallimento della testata su cui veniva pubblicato. Il 17 dicembre 2015 venne annunciato sul numero di primavera 2016 di Jump SQ.Crown che la serie sarebbe continuata, e così dopo dieci anni di fermo è stata ripresa sulla rivista Jump SQ.Crown da ottobre 2016, per poi proseguire su Jump SQ.Rise dal 2018 dove tuttora viene continuata la storia. I vari capitoli vengono raccolti in volumi tankōbon dal 4 ottobre 2002.
In Italia la serie è stata pubblicata da Star Comics dal 20 marzo 2007 al 20 febbraio 2008, interrompendosi al dodicesimo volume.

#### Volumi
| 1  | 4 ottobre 2002 | ISBN 4-08-873290-1     | 20 marzo 2007     |
| 1  | Capitoli - Episodio 1. Vai, ragazzo! - Episodio 2. Lui è tornato! - Episodio 3. Prima di partire! |                        |                   |
| 2  | 6 gennaio 2003 | ISBN 4-08-873373-8     | 17 aprile 2007    |
| 2  | Capitoli - Episodio 4. Riecco il nemico! - Episodio 5. L'obiettivo è Beet! - Episodio 6. Scontro con il Vandel! |                        |                   |
| 3  | 4 aprile 2003 | ISBN 4-08-873415-7     | 17 maggio 2007    |
| 3  | Capitoli - Episodio 7. Contro Beltoze! - Episodio 8. Apri gli occhi, Beet! - Episodio 9. Duello mortale! - Episodio 10. Verso un nuovo mondo!                                                                                              |                        |                   |
| 4  | 4 agosto 2003 | ISBN 4-08-873501-3     | 18 giugno 2007    |
| 4  | Capitoli - Episodio 11. Approdati in terra ostile! - Episodio 12. Fulminante, Frausky! - Episodio 13. Il terzo compagno... - Episodio 14. L'amico traditore!                                                                               |                        |                   |
| 5  | 4 novembre 2003 | ISBN 4-08-873530-7     | 19 luglio 2007    |
| 5  | Capitoli - Episodio 15. Ruggite, proiettili di vento! - Episodio 16. Amico mio, ribellati! - Episodio 17. Piangi sulla mia spalla - Episodio 18. Elettrizzante, Milfa!                                                                     |                        |                   |
| 6  | 4 marzo 2004 | ISBN 4-08-873581-1     | 21 agosto 2007    |
| 6  | Capitoli - Episodio 19. Il raggio d'oro! - Episodio 20. Vento di sangue! La fortezza di Grineed - Episodio 21. La bestia si rivela - Episodio 22. Forza contro forza                                                                       |                        |                   |
| 7  | 2 luglio 2004 | ISBN 4-08-873635-4     | 19 settembre 2007 |
| 7  | Capitoli - Episodio 23. L'ultimo terribile contrattacco! - Episodio 24. Punta tutto su un solo colpo! - Episodio 25. Addio, stratega del verde profondo! - Episodio 26. Verso una nuova terra!                                             |                        |                   |
| 8  | 4 ottobre 2004 | ISBN 4-08-873674-5     | 18 ottobre 2007   |
| 8  | Capitoli - Episodio 27. Spazziamoli via, i demoni del mare! - Episodio 28. Aria di tempesta su Bekatrufe! - Episodio 29. Il gigante irremovibile all'attacco                                                                               |                        |                   |
| 9  | 4 aprile 2005 | ISBN 4-08-873798-9     | 19 novembre 2007  |
| 9  | Capitoli - Episodio 30. Un aiuto inaspettato! - Episodio 31. La versa essenza della saiga! - Episodio 32. L'identità di Kain - Episodio 33. Il ritorno delle zanne                                                                         |                        |                   |
| 10 | 4 ottobre 2005 | ISBN 4-08-873857-8     | 19 dicembre 2007  |
| 10 | Capitoli - Episodio 34. I cinque guerrieri scendono in campo! - Episodio 35. La battaglia dell'isola di Manion! - Episodio 36. Distruzione totale! - Episodio 37. Il vero valore di Garoneed! - Episodio 38. Un taglio al passato crudele! |                        |                   |
| 11 | 4 aprile 2006 | ISBN 4-08-874045-9     | 22 gennaio 2008   |
| 11 | Capitoli - Episodio 39. La caduta del gigante - Episodio 40. Il ricordo di "quel giorno"! - Episodio 41. Brilla, Zenon! - Episodio 42. Una sfida dal cielo! - Episodio 43. Baron, il terribile!                                            |                        |                   |
| 12 | 4 settembre 2006 | ISBN 4-08-874257-5     | 20 febbraio 2008  |
| 12 | Capitoli - Episodio 44. Il demone della luna rossa - Episodio 45. La tecnica della morte - Episodio 46. Cuore a pezzi - Episodio 47. Fermate Baron, il re dei cieli!                                                                       |                        |                   |
| 13 | 4 novembre 2016 | ISBN 978-4-08-880862-8 | —                 |
| 14 | 4 giugno 2019 | ISBN 978-4-08-881847-4 | —                 |
| 15 | 2 ottobre 2020 | ISBN 978-4-08-882390-4 | —                 |
| 16 | 4 aprile 2022 | ISBN 978-4-08-883091-9 | —                 |
| 17 | 4 luglio 2023 | ISBN 978-4-08-883658-4 | —                 |
| 18 | 4 ottobre 2024 | ISBN 978-4-08-884220-2 | —                 |

### Anime
Un adattamento anime diretto da Tatsuya Nagamine e prodotto dallo studio Toei Animation in collaborazione con Dentsu è stato trasmesso dal 30 settembre 2004 al 29 settembre 2005 su TV Tokyo per un totale di cinquantadue episodi.
Una seconda serie, intitolata Beet the Vandel Buster: Excellion e non basata sul manga, è stata diretta e prodotta dallo stesso staff della precedente, venendo mandata in onda dal 6 ottobre 2006 al 30 marzo 2007 su TV Tokyo per venticinque episodi.

#### Episodi
Beet the Vandel Buster
| Nº | Giapponese 「Kanji」 - Rōmaji | In onda           | In onda |
| Nº | Giapponese 「Kanji」 - Rōmaji | Giapponese        |         |
| 1  | 「ビィト！少年よ大志を抱け」 - Byito! Shōnen yo taishi wo idake                                                                                     | 30 settembre 2004 |         |
| 2  | 「ゼノン戦士団！誇り高き死闘の果て・・・」 - Zenon senshi-dan! Hokori takaki shitō no hate...                                                       | 7 ottobre 2004    |         |
| 3  | 「ポアラ！死人沼の決闘」 - Poara! Shibito-numa no kettō                                                                                             | 14 ottobre 2004   |         |
| 4  | 「バーニングランス！うなれ熱き炎の才牙」 - Bāningu Ransu! Unare atsuki honō no saiga                                                                | 21 ottobre 2004   |         |
| 5  | 「ビィト戦士団！その大いなる旅立ち」 - Byito senshi-dan! Sono ōinaru tabidachi                                                                      | 28 ottobre 2004   |         |
| 6  | 「ジーク！情熱のバスター来たる」 - Jīku! Jōnetsu no Basutā kitaru                                                                                   | 4 novembre 2004   |         |
| 7  | 「メルモンド！ 戦慄の才牙コレクター」 - Merumondo! Senritsu no saiga korekutā                                                                       | 11 novembre 2004  |         |
| 8  | 「エクセリオンブレード！ 受け継がれた魂」 - Ekuserion Burēdo! Uketsuga reta tamashī                                                                 | 11 novembre 2004  |         |
| 9  | 「スレッド！ 孤独な暗殺者」 - Sureddo! Kodokuna asashin                                                                                             | 25 novembre 2004  |         |
| 10 | 「グリニデ！襲い来る深緑の智将」 - Gurinide! Osoi kuru fukamidori no chishō                                                                         | 2 dicembre 2004   |         |
| 11 | 「ゼノンウィンザード！羽ばたけ宿命の必殺剣」 - Zenon Uinzādo! Habatake shukumei no hissatsu ken                                                     | 9 dicembre 2004   |         |
| 12 | 「ベルトーゼ！牙をむく惨劇の王者」 - Berutōze! Kiba o muku sangeki no ōja                                                                           | 16 dicembre 2004  |         |
| 13 | 「サイレントグレイブ！疾風の刃舞う」 - Sairento Gureibu! Hayate no ha mau                                                                           | 23 dicembre 2004  |         |
| 14 | 「クラウンシールド！ 目覚めよ新たなる力」 - Kuraun Shīrudo! Mezameyo aratanaru-ryoku                                                                | 6 gennaio 2005    |         |
| 15 | 「決戦！ ビィトVSベルトーゼ!!」 - Kessen! Byito VS Berutōze!!                                                                                       | 13 gennaio 2005   |         |
| 16 | 「黒の地平！激動の新天地へ」 - Kuro no chihei! Gekidō no shintenchi e                                                                               | 20 gennaio 2005   |         |
| 17 | 「ミルファ！ 電撃のスーパーヒロイン!!」 - Mirufa! Dengeki no sūpā hiroin!!                                                                          | 27 gennaio 2005   |         |
| 18 | 「ビィト・ジーク戦士団！ 魔の巣窟を討て」 - Byito jīku senshi-dan! Ma no sōkutsu o ute                                                              | 3 febbraio 2005   |         |
| 19 | 「グルメアント！ 凶々（まがまが）しき地中の脅威」 - Gurume Anto! Kyō 々 (Ma gama ga) shiki chichū no kyōi                                           | 10 febbraio 2005  |         |
| 20 | 「激突！テルセロン最終防衛戦」 - Gekitotsu! Teruseron saishū bōei-sen                                                                               | 17 febbraio 2005  |         |
| 21 | 「ベンチュラ！三ツ星の逆襲」 - Benchura! Mitsuboshi no gyakushū                                                                                     | 24 febbraio 2005  |         |
| 22 | 「フラウスキー！ 殺し屋は獲物を笑う」 - Furausukī! Koroshi-ya wa emono o warau                                                                      | 3 marzo 2005      |         |
| 23 | 「キッス！再会とあの日の誓い」 - Kissu! Saikai to ano ni~tsu no chikai                                                                              | 10 marzo 2005     |         |
| 24 | 「再戦（リターンマッチ）！ 不死身のフラウスキー」 - Saisen (ritānmatchi)! Fujimi no Furausukī                                                       | 17 marzo 2005     |         |
| 25 | 「グリニデ城！裏切りの罪と罰」 - Gurinide-jō! Uragiri no tsumitobachi                                                                               | 24 marzo 2005     |         |
| 26 | 「サイクロンガンナー！解き放て風の銃」 - Saikuron Gannā! Tokihanate kaze no jū                                                                      | 31 marzo 2005     |         |
| 27 | 「ロズゴート！力への信奉者」 - Rozugōto! Chikara e no shinbōsha                                                                                     | 7 aprile 2005     |         |
| 28 | 「業火の冥激流！迫られる決断の刻」 - Gōka no mei gekiryū! Semarareru ketsudan no koku                                                               | 14 aprile 2005    |         |
| 29 | 「反撃！命燃やす天才キッス」 - Hangeki! Inochi moyasu tensai Kissu                                                                                  | 21 aprile 2005    |         |
| 30 | 「天青の氷結波！ 涙を力にかえて」 - Tensei no hyōketsu ha! Namida o chikara ni kaete                                                                | 28 aprile 2005    |         |
| 31 | 「バットン！主亡き狙撃主（スナイパー）」 - Batton! Omo naki sogeki-nushi (Sunaipā)                                                                  | 5 maggio 2005     |         |
| 32 | 「大脱出！ビィトの寝てる間に…」 - Dai dasshutsu! Byito no ne teru ma ni...                                                                          | 12 maggio 2005    |         |
| 33 | 「ミルファ！愛と正義のＢＢ再び」 - Mirufa! Ai to seigi no BB futatabi                                                                               | 19 maggio 2005    |         |
| 34 | 「ライボルトグラスパー！ 来たれ乙女の雷（いかずち）よ」 - Raiboruto Gurasupā! Kitare otome no kaminari (ikazu chi) yo                               | 26 maggio 2005    |         |
| 35 | 「ガネール！この世は魔札がすべて」 - Ganēru! Konoyo wa ma-satsu ga subete                                                                           | 2 giugno 2005     |         |
| 36 | 「軍艦トータス！移動要塞を追え」 - Gunkan tōtasu! Idō yōsai o oe                                                                                    | 9 giugno 2005     |         |
| 37 | 「ゼニア！静かなる恐怖」 - Zenia! Shizukanaru kyōfu                                                                                                 | 16 giugno 2005    |         |
| 38 | 「ジーク！ 戦士（バスター）たちの征（ゆ）く道」 - Jīku! Senshi (Basutā)-tachi no sei (yu) ku michi                                                  | 23 giugno 2005    |         |
| 39 | 「強襲！ 悪夢のグリニデ城」 - Kyōshū! Akumu no Gurinide jō                                                                                          | 30 giugno 2005    |         |
| 40 | 「血塗られた獣！グリニデの真の姿」 - Chinura reta kemono! Gurinide no shin no sugata                                                                | 7 luglio 2005     |         |
| 41 | 「怒剛裂波！(どごうれっぱ) 暴走する野獣の叫び」 - Ika tsuyoshi saba! (Dogouretsupa) bōsō suru yajū no sakebi                                        | 14 luglio 2005    |         |
| 42 | 「ボルティックアックス！猛り（たけり）くるう雷（いかずち）の斧（おの）」 - Borutikku Akkusu! Takeri (takeri) kurū kaminari (ikazu chi) no ono (ono) | 21 luglio 2005    |         |
| 43 | 「絶体絶命（ぜったいぜつめい）！ 最後の猛反撃（もうはんげき）」 - Zettai zetsumei (zettai zetsumei)! Saigo no mō hangeki (mō han geki)              | 28 luglio 2005    |         |
| 44 | 「ミラクルチーム！決めろ！奇跡の三連撃」 - Mirakuru Chīmu! Kimero! Kiseki no sanrengeki                                                             | 4 agosto 2005     |         |
| 45 | 「グリニデの最期！さらば深緑の智将」 - Gurinide no saigo! Saraba fukamidori no chishō                                                               | 11 agosto 2005    |         |
| 46 | 「起てバスター！希望の光をつかめ」 - Tate Basutā! Kibō no hikari o tsukame                                                                          | 18 agosto 2005    |         |
| 47 | 「指名手配！キッス逮捕される！？」 - Shimei tehai! Kissu taiho sa reru!?                                                                            | 25 agosto 2005    |         |
| 48 | 「一大事！？クラクラのミルファ？」 - Ichidaiji!? Kurakura no Mirufa?                                                                                | 1º settembre 2005 |         |
| 49 | 「スレッド！孤高なるバスター！」 - Sureddo! Kokōnaru Basutā!                                                                                        | 8 settembre 2005  |         |
| 50 | 「ビィトとキッス！友情の証！」 - Byito to Kissu! Yūjō no akashi!                                                                                    | 15 settembre 2005 |         |
| 51 | 「囚われの港！ターミッツ攻防戦！」 - Toraware no minato! Tāmittsu kōbō-sen!                                                                         | 22 settembre 2005 |         |
| 52 | 「最後の戦い！黒の地平よさらば！！」 - Saigono tatakai! Kuro no chihei yo saraba!!                                                                  | 29 settembre 2005 |         |

Beet the Vandel Buster: Excellion
| Nº | Giapponese 「Kanji」 - Rōmaji                                                                               | In onda          | In onda |
| Nº | Giapponese 「Kanji」 - Rōmaji                                                                               | Giapponese       |         |
| 1  | 「新大陸!新たな冒険の始まり!」 - Shintairiku! Aratana bōken no hajimari!                                    | 6 ottobre 2006   |         |
| 2  | 「バスターなんかになりたくない」 - Basutā nanka ni naritakunai                                              | 13 ottobre 2006  |         |
| 3  | 「グリファス登場!家出したリオンを連れもどせ!」 - Gurifasu tōjō! Iede shita Rion o tsure modose!             | 20 ottobre 2006  |         |
| 4  | 「ビィト戦士団 シャンティーゴに宿屋を開く!?」 - Byito senshi-dan Shantīgo ni yadoya o hiraku! ?             | 27 ottobre 2006  |         |
| 5  | 「アートロン襲撃!爆発する芸術の魂(こころ)!」 - Ātoron shūgeki! Bakuhatsu suru geijutsu no tamashī (kokoro)! | 3 novembre 2006  |         |
| 6  | 「涼風のイーブル!ビィトよ風の声を聴け!」 - Suzukaze no īburu! Byito yo kaze no koe o kike!                  | 10 novembre 2006 |         |
| 7  | 「月夜の再会!奴の名はバウス!」 - Tsukiyo no saikai! Yatsu no na wa Bausu!                                   | 17 novembre 2006 |         |
| 8  | 「強欲君主ハーデン!シャンティーゴ強襲!」 - Gōyoku kunshu Hāden! Shantīgo kyōshū!                            | 24 novembre 2006 |         |
| 9  | 「瞬雷のトンガ！吼えろ迅雷撃破！」 - Shunrai no tonga! Hoero jinrai gekiha!                                 | 1º dicembre 2006 |         |
| 10 | 「ハング潜入！天撃祭りの戦い！」 - Hangu sen'nyū! Tengeki matsuri no tatakai!                               | 8 dicembre 2006  |         |
| 11 | 「史上最弱魔人！その名はニャンジャマー！」 - Shijō saijaku majin! Sononaha Nyanjamā!                        | 15 dicembre 2006 |         |
| 12 | 「流水のレイモンド！若人よこれが修行だ！」 - Ryūsui no Reimondo! Wakōdo yo kore ga shugyōda!                | 22 dicembre 2006 |         |
| 13 | 「復讐のジェラ！ビィト炎に死す！」 - Fukushū no jera! Byito en ni shisu!                                    | 5 gennaio 2007   |         |
| 14 | 「明かされる魔牢獄の秘密！」 - Akasa reru marōgoku no himitsu!                                              | 12 gennaio 2007  |         |
| 15 | 「大捜索！復活のビィト！」 - Dai sōsaku! Fukkatsu no Byito!                                                 | 19 gennaio 2007  |         |
| 16 | 「目覚めた天力！リオンに力宿る時！」 - Mezameta ten-ryoku! Rion ni chikara yadoru toki!                     | 26 gennaio 2007  |         |
| 17 | 「バウス総攻撃！シャンティーゴの戦い！」 - Bausu sō kōgeki! Shantīgo no tatakai!                            | 2 febbraio 2007  |         |
| 18 | 「バウスVSパドロ！ リオンを守れ！」 - Bausu VS Padoro! Rion o mamore!                                       | 9 febbraio 2007  |         |
| 19 | 「風牙一閃！風使いの魂！」 - Kaze kiba issen! Kaze tsukai no tamashī!                                       | 16 febbraio 2007 |         |
| 20 | 「ビィト戦士団！ 魔牢獄突入！」 - Byito senshi-dan! Marōgoku totsunyū!                                      | 23 febbraio 2007 |         |
| 21 | 「炎と雷の乙女達！ハングを撃破せよ！」 - Honō to kaminari no otome-tachi! Hangu o gekiha seyo!              | 2 marzo 2007     |         |
| 22 | 「魔牢獄、飛ぶ！」 - Marōgoku, tobu!                                                                        | 9 marzo 2007     |         |
| 23 | 「魔牢獄獄長！バウスの正体!!」 - Marōgoku goku-chō! Bausu no shōtai! !                                      | 16 marzo 2007    |         |
| 24 | 「最終決戦！閃光のエクセリオンブレード！」 - Saishū kessen! Senkō no Ekuserion Burēdo!                      | 23 marzo 2007    |         |
| 25 | 「さらばシャンティーゴ！」 - Saraba Shantīgo!                                                               | 30 marzo 2007    |         |

### Videogiochi
Dalla serie sono stati tratti tre videogiochi, usciti esclusivamente in Giappone.
Il primo è un videogioco di ruolo, intitolato Beet the Vandel Buster: Busters Road, sviluppato e pubblicato da Bandai, è uscito il 20 gennaio 2005 per Game Boy Advance.
Il secondo invece è un action RPG, dal titolo Beet the Vandel Buster: Darkness Century, sviluppato da Shade e pubblicato da Bandai, è uscito il 28 aprile 2005 per PlayStation 2.
Il terzo è un altro gioco di ruolo, Beet the Vandel Buster: Vandel vs. Busters, sviluppato e pubblicato da Bandai, è uscito il 22 dicembre 2005 per Nintendo DS.

## Accoglienza
Al 4 aprile 2018, i primi tredici volumi del manga hanno venduto 4 milioni di copie.